# Rydzewo (powiat łomżyński)
Rydzewo – wieś w Polsce położona w województwie podlaskim, w powiecie łomżyńskim, w gminie Miastkowo.
Wierni kościoła rzymskokatolickiego należą do parafii Matki Bożej Różańcowej w Miastkowie.

## Historia
Wieś szlachecka położona była w drugiej połowie XVI wieku w powiecie ostrołęckim ziemi łomżyńskiej. W latach 1921 – 1939 wieś i folwark leżał w województwie białostockim, w powiecie łomżyńskim, w gminie Miastkowo.
Według Powszechnego Spisu Ludności z 1921 roku zamieszkiwało
- wieś – 255 osób, 229 było wyznania rzymskokatolickiego a 26 mojżeszowego. Jednocześnie 229 mieszkańców zadeklarowało polską przynależność narodową a 26 żydowską. Były tu 34 budynki mieszkalne[9].
- folwark – 149 osób, 133 było wyznania rzymskokatolickiego a 16 mojżeszowego. Jednocześnie 133 mieszkańców zadeklarowało polską przynależność narodową a 16 żydowską. Było tu 6 budynków mieszkalnych[9]

Miejscowość podlegała pod Sąd Grodzki i Okręgowy w Łomży; właściwy urząd pocztowy mieścił się w m. Miastkowo.
W wyniku napaści ZSRR na Polskę we wrześniu 1939 miejscowość znalazła się pod okupacją sowiecką. Od czerwca 1941 roku pod okupacją niemiecką. Od 22 lipca 1941 do 1945 włączona w skład Landkreis Lomscha, Bezirk Bialystok III Rzeszy.
W latach 1975–1998 miejscowość administracyjnie należała do województwa łomżyńskiego.